# Trần Hạo Lam
Trần Hạo Lam (giản thể: 陈昊蓝, phồn thể: 陳昊藍, bính âm: Chén Hào Lán) sinh ngày 29 tháng 11 năm 1996 tại Bắc Kinh, là một nữ diễn viên và người dẫn chương trình người Trung Quốc, trực thuộc công ty giải trí Quả Nhiên Thiên Không.

## Tiểu sử
Trần Hạo Lam sinh ra và lớn lên tại Bắc Kinh. Sau khi tốt nghiệp trung học, Trần Hạo Lam được nhận vào trường Đại học Truyền thông Trung Quốc chuyên ngành phát thanh truyền hình và dẫn chương trình. Thời đi học, cô là người yêu thích diễn xuất, ca hát, nhảy múa và được khen ngợi là hoa khôi của trường Đại học Truyền thông Trung Quốc, sau đó cô tham gia và giành được danh hiệu hoa khôi trong tập 2 của chương trình Tôi Có Hẹn Cùng Hoa khôi Giảng Đường.
Ngoài ra, cô còn từng tham gia Xinh Đẹp Tiếu Giai Nhân, Cố Lên! Hướng Đến Tương Lai và nhiều chương trình tạp kỹ khác nữa. Năm 2016, Trần Hạo Lam tham gia chương trình Hoa khôi Trường MissQ Đưa Cậu Đến Trường với tư cách là thành viên của nhóm MissQ.

## Sự nghiệp
Tháng 1 năm 2017, Trần Hạo Lam có cho mình vai diễn chính đầu tiên trong bộ phim điện ảnh được phát sóng trực tuyến Hoa khôi Đại Chiến Người Ngoài Hành Tinh, trong phim cô vào vai Lâm Kỳ, một cô gái đầy trí tưởng tượng, tính tình nóng nảy, là một nữ sinh đa nhân cách miệng lưỡi độc ác. Sau đó, cô tham gia chương trình tuyển chọn người dẫn chương trình Hải Đáo Nhĩ Hồng Liễu, sau nhiều phần thi khác nhau đã tiến đến vòng chung kết, cuối cùng cô nhận được giải Á Quân chung cuộc. Cùng năm, Trần Hạo Lam cũng là thí sinh lọt vào vòng chung kết của chương trình truyền hình Trung Quốc Có Hiphop.

## Danh sách phim

### Phim điện ảnh
| Năm  | Tựa đề                                   | Tựa đề tiếng Trung | Vai    | Ghi chú   |
| ---- | ---------------------------------------- | ------------------ | ------ | --------- |
| 2017 | Hoa khôi Đại Chiến Người Ngoài Hành Tinh | 校花大战外星人     | Lâm Kỳ | Vai chính |

### Phim truyền hình
| Năm  | Tựa đề                           | Vai                   | Bạn diễn                           | Ghi chú   |
| ---- | -------------------------------- | --------------------- | ---------------------------------- | --------- |
| 2018 | Nữ Thích Khách Của Trẫm          | Ngu Yên/Ngu Quyên Chi | Thái Tri Thần                      | Vai chính |
| 2019 | Thế giới Nợ Tôi Một Mối Tình Đầu | Diêu Tình             | Bạch Lộc, Hình Chiêu Lâm           | Vai phụ   |
| 2020 | Thiếu Chủ Đi Chậm Thôi           | Hà Nhược Dao          | Ngu Thư Hân, Lưu Dịch Sướng        | Vai phụ   |
| 2020 | Ai Cũng Khao Khát Gặp Được Em    | Lưu Văn Na            | Chương Nhược Nam, Trương Triết Hạn | Vai phụ   |
| 2021 | Meo, Hãy Cầu Nguyện              | Tần Minh Minh         | Cát Hâm Di, Nhậm Hựu Luân          | Vai phụ   |
| 2021 | Cô nàng lợi hại                  | Quan Nguyệt           | Lý Nhất Đồng, Kim Thần             | Vai phụ   |
| 2023 | Rất Nhớ Rất Nhớ Anh              | Đậu Đậu Đậu Bính      | Đàn Kiện Thứ, Châu Dã, Tào Ân Tề   | Vai phụ   |
| 2023 | Khoa học về tình yêu             | Trương Tây Khê        | Lưu Dịch Sướng, Ngô Giai Di        | Vai phụ   |
| 2024 | Anh cũng có ngày này             | Đàm Dĩnh              | Trần Tinh Húc , Chương Nhược Nam   | Vai phụ   |
| 2024 | Lời nói dối của em thật dễ nghe  | Lạc Tiểu Tiểu         | Trần Tinh Húc , Trương Dư Hi       | Vai phụ   |